# Токійська повість
«Токійська повість» (яп. 東京物語, То:кьо: моногатарі) — японський фільм-драма 1953 року, поставлений режисером Ясудзіро Одзу. У 2013 році стрічку було перезнято під назвою «Токійська сім'я» (реж. Йодзі Ямада). На 1 березня 2024 року фільм займав 214-ту позицію у списку 250 кращих фільмів за версією IMDb.

## Сюжет
Сюкіті й Томі Хіраями, літнє подружжя, що усе життя прожило разом з донькою Кіоко в маленькому порту Ономіті на півдні Японії, вирушає до Токіо відвідати дітей. Це дуже довга подорож, і здійснюють вони її в останнє у своєму житті. Спочатку вони проводять декілька днів у сина Койті, районного лікаря, якому ледве вистачає на них часу. Його діти, завжди усім невдоволений 12-річний хлопчисько і молодший син, досить байдуже сприймають бабусю з дідусем. Потім люди похилого віку переселяються до доньки Шіґе, дуже жадібної жінки, що володіє перукарнею. Та доручає Норіко, вдові одного з синів Хіраями, загиблого на війні вісім років тому, показати їм Токіо. Сюкіті й Томі проводять чудовий день у товаристві Норіко, щедрої та привітної молодої жінки, і з задоволенням поринають разом з нею у спогади про їхнього сина Содзі.
З міркувань економії Шіґе пропонує Койті відправити батьків на мінеральний курорт Атамі. Проте шум, спека і втома примушують їх повернутися раніше, ніж передбачалося. Тоді домовляються, що мати оселиться у Норіко, а батько — у свого старого друга з Ономіті, що давно вже переїхав у Токіо: пана Хатторі, нотаріуса. «Ось ми й стали бездомними», — сміючись, робить висновок батько. Разом з Хатторі й з ще одним другом він проводить вечір і частину ночі за веселою пиятикою. Поліція відвозить його і третього друга до Шіґе, бо вони обоє до нестями п'яні. Мати чудово проводить час з Норіко, яка при розставанні дає їй трохи грошей на кишенькові витрати.
По дорозі назад матері стає погано; вони з чоловіком вимушені зупинитися у сина Кейдзо, що живе в Осаці. Трохи пізніше Койті отримує телеграму про те, що батьки добралися додому, але матері стало гірше. Незабаром усі діти збираються біля її ліжка. Вона впала в кому і нікого не упізнає. Кейдзо приїжджає вже після її смерті. Після похоронів діти роз'їжджаються — усе, окрім Норіко, яка залишається на декілька днів, щоб скласти компанію свекру і Кіоко. Кіоко звинувачує братів і сестри в егоїзмі. Батько радить Норіко, втомленої від нудного життя, забути про Содзі та знову вийти заміж. Сам же він повинен тепер звикати до самотності.

## У ролях

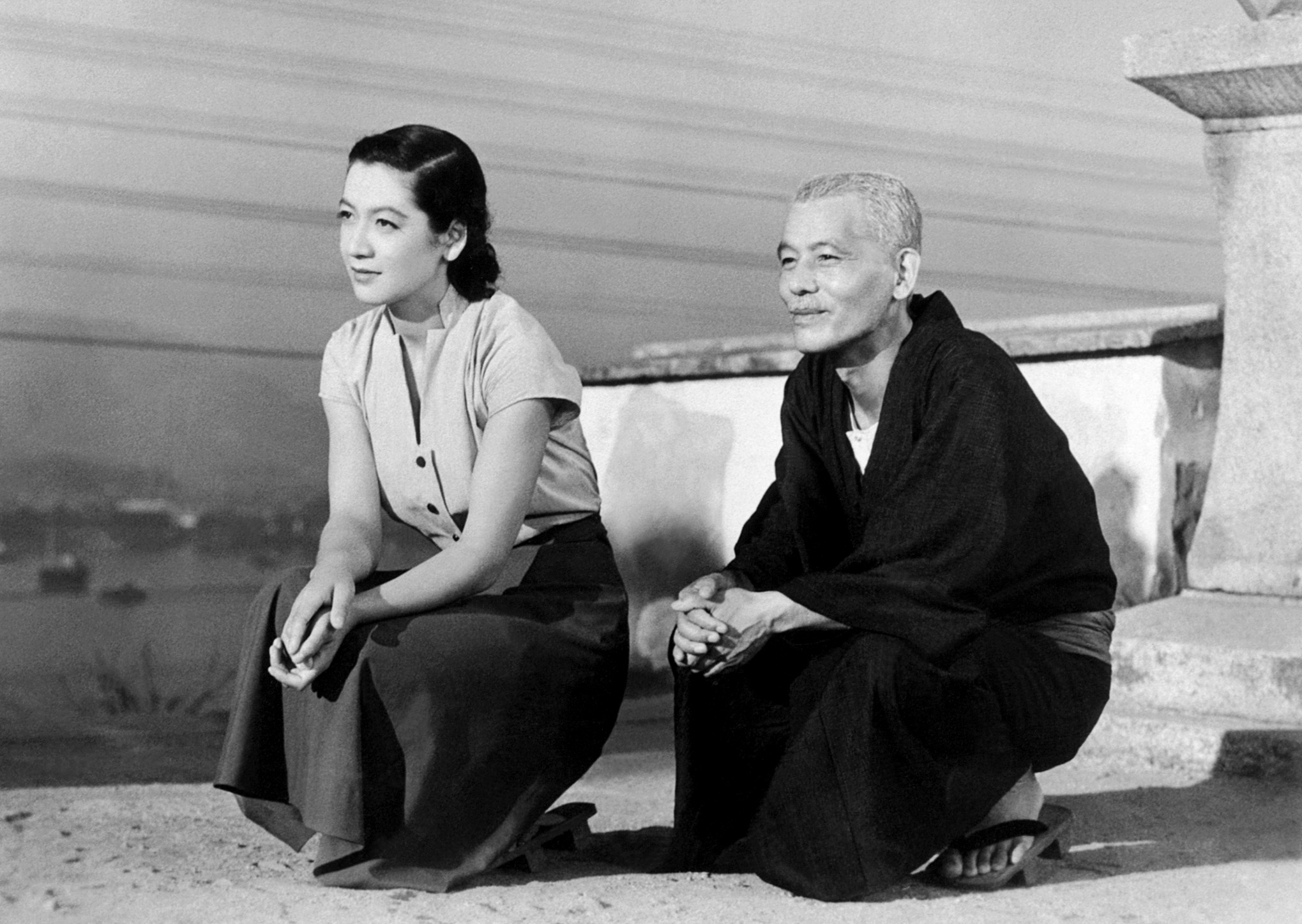
Сецуко Хара і Чішу Рю у кадрі з фільму

| Чішу Рю ···· Сюкіті Хіраяма        |
| Тіеко Хіґашіяма ···· Томі Хіраяма  |
| Со Ямамура ···· Койті Хіраяма      |
| Міяке Куніко ···· Фуміко Хіряма    |
| Дзен Мурасе ···· Мінору Хіраяма    |
| Харуко Суґімура ···· Шіґе Канеко   |
| Нобуо Накамура ···· Курадзо Канеко |
| Сецуко Хара ···· Норіко Хіраяма    |
| Шіро Осака ···· Кейдзо Хіраяма     |
| Кьоко Каґава ···· Кіоко Хіраяма    |
| Тоаке Хісао ···· Осаму Хатторі     |
| Теруко Наґаока ···· Йоне Хатторе   |
| Ейдзіро Тоно ···· Санпей Нумата    |

## Знімальна група
- Автор сценарію — Ясудзіро Одзу, Кого Нода
- Режисер-постановник — Ясудзіро Одзу
- Продюсер — Такеші Ямамото
- Композитор — Кодзю Сайто
- Оператор — Юхару Ацута
- Монтаж — Йосіясу Хамамура
- Художник-постановник — Тацуо Хамада
- Художник по костюмах — Тайдзо Сайто
- Артдиректор — Тацуо Хамада
- Звук — Йошісабуро Сеноо

## Стиль та художні особливості
Як зазначає французький кінознавець Жак Лурселль, Токійська повість, це «типовий приклад елегії, в якій автор дає відчути свій біль, не забарвлюючи її у безпросвітно чорні тони». «Стиль фільму намагається зберегти рівновагу між усвідомленням зачерствіння сердець у дітей і не меншою свідомою покірністю обставинам, які можуть пояснити, якщо не виправдати, такий егоїзм. У авторській інтонації також зберігається рівновага між жалем і безтурботним спокоєм».
У кінці стрічки добре чутно, як у порожньому будинку цокає годинник. Бездоганне почуття часу, здатність перекладати мовою кіно ритми повсякденного життя — «козирі» режисерської манери Ясудзіро Одзу. Старість, самотність і смерть трактуються ним у дусі східної філософії — як прояви природного колообігу життя. Невипадково наприкінці фільму, як і в його перших кадрах, у бік Токіо поспішає потяг.

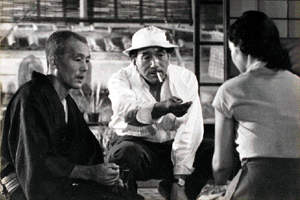
Ясудзіро Одзу на зйомках «Токійської повісті»

Як і у Міядзакі, у фільмах Одзу немає героїв і лиходіїв. Усі дійові особи належать до однієї сім'ї, де у кожного є свої причини діяти так, а не інакше. Бездушність дітей стосовно батьків викликана не злістю або невдячністю, а необхідністю піклуватися про власних дітей. Глядачеві представлені мотиви поведінки не лише старшого, але й молодшого покоління.
Не впадаючи в мелодраматизм і уникаючи трагедійного пафосу, Одзу спокійно і тверезо констатує, що світ постійно змінюється, причому не завжди на краще. Боротьба за існування у багатомільйонному Токіо погано сумісна з душевною сприйнятливістю і шанобливістю до старших, хоча обрядова сторона вікового японського життя ще дається взнаки.
Єдина драматична подія фільму — смерть матері — непомітним чином виростає з потоку повсякденного життя і сприймається як його органічна частина, природна ланка в ланцюжку причин і наслідків. Герої Одзу не роблять нічого значного, але непримітно для самих себе вони щохвилини приймають рішення, які зумовлюють зміст їх життя.

## Значення
Як і інші післявоєнні стрічки Одзу, «Токійська повість» затверджує вищу цінність повсякденного життя в лоні сім'ї, в душевній гармонії з близькими людьми. За результатами глобального опитування кінокритиків, проведеного британським виданням Sight & Sound у 1992 році, «Токійська повість» увійшла до трійки найбільших фільмів в історії кінематографа. Відтоді стрічка Одзу регулярно фігурує в подібних списках (за версіями А. Каурісмякі, Дж. Джармуша, Р. Еберта — в першій десятці).
У 2010 році фільм увійшов до списку 100 найкращих фільмів світового кінематографа (16-та позиція) за версію часопису Empire.
За результатами опитування 2012 року «Токійська повість» підтвердила своє місце у трійці лідерів, причому в ході опитування 358 кінорежисерів за твір Одзу було подано більше голосів, ніж за будь-який інший фільм.

## Визнання
| Нагороди та номінації фільму «Токійська повість» | Нагороди та номінації фільму «Токійська повість» | Нагороди та номінації фільму «Токійська повість» | Нагороди та номінації фільму «Токійська повість» | Нагороди та номінації фільму «Токійська повість» | Нагороди та номінації фільму «Токійська повість» |
| Рік                                              | Кінофестиваль/кінопремія                         | Категорія/нагорода                               | Номінант                                         | Результат                                        |                                                  |
| ------------------------------------------------ | ------------------------------------------------ | ------------------------------------------------ | ------------------------------------------------ | ------------------------------------------------ | ------------------------------------------------ |
| 1954                                             | Премія «Майніті»                                 | Найкраща акторка другого плану                   | Харуко Суґімура                                  | Перемога                                         |                                                  |
| 1958                                             | Премія Британської кіноакадемії                  | Сазерленд трофі                                  | Ясудзіро Одзу                                    | Перемога                                         |                                                  |